# Каракіс Йосип Юлійович
Йо́сип Ю́лійович Кара́кіс (16 (29) травня 1902 , Балта, Балтський повіт, Подільська губернія, Російська імперія  — 23 лютого 1988 , Київ ) — український радянський архітектор, містобудівник, художник і педагог, один з найплідніших київських зодчих. Архітектор світового класу, відомий на території колишнього Радянського Союзу та за кордоном як майстер короткої епохи українського конструктивізму і активний борець за збереження історичних пам'яток. На думку фахівців, безліч новаторських ідей автора житлових і громадських будівель 30-х років XX століття свіжі і актуальні сьогодні, а задуми архітектора значно випередили свій час. Йосип Каракіс — автор десятків будівель, які стали згодом пам'ятками архітектури і ряду типових проєктів. Загалом за його проєктами побудовано більше 4500 шкільних будівель (будівництво продовжується і понині).

## Біографія

### Народження, ранні роки
Народився 29 травня 1902 року в сім'ї Юлія Борисовича Каракіса (1879–1943), службовця та співвласника цукрового заводу в містечку Турбів і Каракіс (уроджена Гейбтман) Фріди Яківни (1882–1968). Йосип був старшим братом у родині. Його молодший брат (1904–1970) Давид обрав кар'єру військового лікаря, дослужився до полковника і був начальник санепідемзагону в Другу світову війну.
У 1909–1917 роках навчався в Вінницькому реальному училищі, одночасно відвідуючи вечірні класи малюнка художника Абрама Черкаського. З 1918 працював художником декоратором в Вінницькому театрі у Драка Матвія Ілліча для трупи Гната Юри, Амвросія Бучми та Мар'яна Крушельницького. У 1919 добровольцем вступив до лав Червоної армії. Після року перебування на польському фронті був залишений при штабі 14-ї армії, де служив художником. З 1921 року — художник Вінницького губполітпросвета в комісії з охорони пам'яток мистецтва та старовини — формував для міського музею галерею і бібліотеку із зібрання княгині Браницької в садибі у Немирові.
У 1922 році вступає до Інституту народного господарства на юридичний факультет. Через рік переходить у Київський художній інститут на факультет живопису. Під час навчання працює театральним художником (в 1925–1926 роках під керівництвом Миколи Бурачека). У той же час, в 1925 році, під впливом Якова Штейнберга переходить з 3-го курсу мистецького факультету на перший курс архітектурного факультету. У 1926 році, навчаючись, працював старшим техніком на будівництві Київського вокзалу у свого вчителя Олександра Вербицького, потім помічником з проєктування та реалізації таких проєктів, як будинок Академії Наук та 1-й житловий будинок лікарів на вул. Великій Житомирській, 17 у Києві. У 1927 ріку потайки від батьків одружився зі студенткою фортепіанного відділення консерваторії Ганні Копман (1904–1993), яка вважалася однією з київських красунь.

### Початок творчого шляху
У 1929 ріку закінчує архітектурний факультет, викладачами були: архітектурне проєктування — Павло Альошин, Олександр Вербицький і Валеріян Риков; історія архітектури — Іполит Моргілевський; нарисна геометрія — Степан Колотов; статика споруд — Костянтин Симінський, практика — Ю. Д. Соколов; курс «Частини будинків» — Микола Даміловський; геодезія — Павло Хаустов; історія мистецтв — Сергій Гіляров; курс «Інтер'єр житлових і громадських будівель» — Василь Кричевський; малюнок — Валентин Фельдман; формально-технічна дисципліна (фортех) — Володимир Татлін

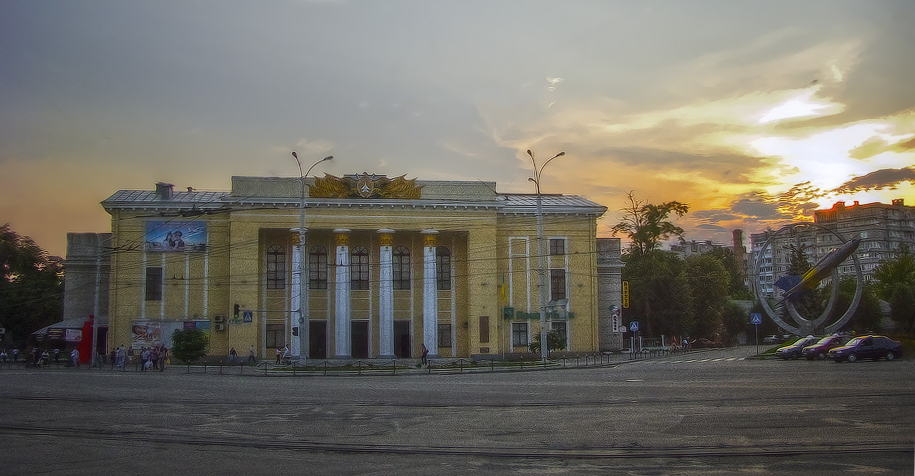
Центр культури, просвіти та дозвілля Повітряних сил України (колишній Будинок Червоної армії або Будинок офіцерів) у Вінниці

Починаючи з 1931 року отримав запрошення викладати в Київському будівельному інституті. У довоєнний період ним побудовано безліч житлових і громадських будівель, в числі яких — Будинок Червоної армії на 1000 глядачів у Вінниці (1935), Єврейський театр у Києві, будівля Національного музею України та ін. У роки війни — на будівництві заводів важкого машинобудування в Ростанкопроекті (Ростов-на-Дону, Ташкент).
З 1942 по 1944 рік — головний архітектор Архітектурно-будівельного бюро Фархадской ГЕС (Беговат Узбецької РСР), від греблі, дериваційного каналу, машинного залу і планування житлових селищ для будівельників, експлуатаційників та переселено на цю територію кримських татар.
Після війни працює в Київському Діпромісто та знову викладає в Київському інженерно-будівельному інституті, а з 1948 року — керівник сектора Інституту художньої промисловості Академії архітектури УРСР. Сорокові роки у творчості Йосипа Каракіса описані академіком Ігорем Шпарою: «І. Ю. Каракіс відноситься до плеяди видатних архітекторів 40-х років, пов'язаних з розквітом конструктивізму. Йосип Юлійович — один з талановитих зодчих, які мали своє обличчя і своєрідне бачення архітектури навіть на тлі того розквіту в архітектурі України … У вищій ступеня ерудований, розумна людина, аристократичного виховання, дуже тактовний і уважний. Він був майстром і творцем, який думав інакше, ніж більшість зодчих. І оригінальність його мислення, його майстерність вивели його після всіх колотнеч і залишили на позиціях передового архітектора. Він залишив яскравий слід в архітектурі не тільки Києва, а й усієї України»
У 1951 році, після чергової ідеологічної «чистки», був звільнений і йому заборонили викладати. Архітектору пригадали використання елементів українського бароко. Єдина людина, яка відстоювала збереження історичних пам'яток під час періоду «боротьби з космополітизмом». Академік архітектури Валентин Єжов згадує, що в одну із зустрічей на Русанівських садах, коли вони з Каракісом заговорили про ганебне судилище, Йосип Юлійович, посміхнувшись, відповів: «А могло бути значно гірше. Готували Колиму. Я відбувся легким переляком.»
З 1952 року працює в Діпромісто на типовому проєктуванні.
З 1963 по 1976 рік — керівник відділу проєктування шкільних будівель КиївЗНДІЕП.
У 1977 році Йосип Юлійович з ініціативи В. Є. Ясієвича (1929–1992) був тимчасово зарахований до штату Київського науково-дослідного інституту історії, теорії та перспективних проблем радянської архітектури, де розробляв тему «Житло найближчого майбутнього», присвячену перспективам забудови Києва.
Помер 23 лютого 1988 року. Похований на Байковому кладовищі поряд з матір'ю.

## Споруди та проєкти

### У Києві
- Будинок Офіцерів (Будинок Червоної Армії і Флоту) вул. Грушевського, 30/1 — нині Центральний музей Збройних сил України, який виріс в центрі міста на місці непримітного бараку, де раніше містилася школа прапорщиків-авіаторів[21].
- Сходи і підпірна стінка з ліхтарями біля входу на майданчик Національного музею історії України на вул. Володимирській
- Будівля «зразкової» школи з Польовому провулку, 10 (1929)
- Реконструкція клубу в авіамістечку (1933–1934)
- Ресторан «Динамо» (1932–1934)
- Реконструкція театру Червоної Армії на вул. Мерінгівській (1938)
- Музична школа і концертний зал консерваторії в Музичному провулку (1936–1937)
- Дитячий садок заводу «Арсенал» на вул. Івана Мазепи (1939)
- Художня школа (1938, тепер Національний історичний музей України)
- Єврейський театр на вул. Хрещатик, 17 (не зберігся) (1939)
- Житловий будинок лісотехнічного інституту в Голосієві (1931)
- Житловий квартал на вул. Івана Мазепи, 3 (1934–1936)
- Житловий будинок на вул. 25 жовтня (вул. Інститутська № 15/7) (1935–1937)
- Житловий будинок КВО на Георгіївському пров. (1937)
- Житловий будинок для вищого командного складу на вул. Золотоворітській, 2 (1936)
- Житловий будинок на вул. Стрілецькій, 12 (1939–1940)
- Житловий комплекс Держплану на вул. 25 жовтня (1938–1941)
- Друга черга кварталу на вул. Івана Мазепи, 5 (1939–1940)
- Житлові будинки експериментального заводу на вул. Німецькій та вул. Лабораторній (1939–1940)
- Житлові будинки галерейного типу на 50 квартир на вул. Вишгородській (сучасна адреса — Сокальська вул., 1) та Івана Драча (1939–1941)
- Житловий будинок Будівництва № 1 НКШС на Хрещатику, 29 (не зберігся — зруйнований під час вибуху Хрещатика) (1939–1941)
- Механоскладальний цех експериментального заводу (1940)
- Експериментальна школа на бульварі Миколи Міхновського, 12 (1958)
- Типові школи (1953–1955 рр.).

### Узбекистан,Беговат
- Гребля, машинний зал, дериваційних канал (2 км), акведук Фархадської ГЕС (1942–1944)
- Житлові селища Фархадської ГЕС на 1000 і 500 чоловік (1943–1945)
- Індивідуальний будинок для будівництва Фархадської ГЕС (1943)

### Вінниця
- Будинок Червоної Армії (Будинок офіцерів, відтепер — Центр культури, просвіти та дозвілля Повітряних сил України) із залою на 1000 глядачів (1934–1935). 
 Частково зруйнований 14 липня 2022 року внаслідок російського ракетного удару по Вінниці.

### Дніпропетровська область
- Кривий Ріг. Соцмісто (1933–1936)

### Харків
- Будинок Червоної Армії і Флоту (1934), співавтори Покорний Михайло Францович, Касьянов Олександр Михайлович та Меллер Вадим Георгійович
- Школа на вул. Луї Пастера (відзначена першою премією конкурсу на найкращі будинки) (1954)

### Житомирська(до 1937 рокуКиївська область)
- Будинок Червоної армії (1933–1934), Озерне (Скоморохи)

### Полтавська область
- Музична школа на 200 учнів з концертним залом на 300 слухачів. Комсомольськ-на-Дніпрі (нині Горішні Плавні)[22]

### Луганськ
- Готель «Жовтень» на 173 номери (1947–1952)
- Школа[яка?][коли?]

### Ташкент
- Абразивний завод (1942)
- Школа № 110 ім. Т. Г. Шевченка на 2600 учнів в мікрорайоні «Український» (1969)

### Кишинів
- Пам'ятник Котовському (у співавторстві зі скульптором Л. Д. Муравіним) на замовлення конкурс (1947)

### Донецька область
- Краматорськ. Експериментальна школа № 24 (1962), що стала першою з типового проекту 2-02-964У.

### Інше
- Експериментальні школи для дітей, що перехворіли на ДЦП в Одесі та Бердянську (1963)
- Експериментальна школа для розумово відсталих дітей в Запоріжжі (1964)
- Школа з квадратними класами в Краматорську (1965)
- Збільшене шкільна будівля на 2032 учнів павільйонної типу в Донецьку на березі р. Кальміус (1965)
- Експериментальні будівлі шкіл великої місткості в Махачкалі, Баку, Ворошиловграді, Дніпродзержинську (1966–1969)

З 1953 по 1975 було розроблено спільно з колективом співробітників понад 40 типових проєктів загальноосвітніх шкіл різної місткості, шкіл-інтернатів та музичних по яких побудовано більше чотирьох тисяч будівель шкіл в Україні, РРФСР та інших республіках. (1954–198…)

## Увічнення пам'яті
- На честь І. Каракіса названа Спеціалізована школа № 80 в Києві[23]

### 90-річчя
До дев'яносторіччя з дня народження І. Каракіса була приурочена виставка робіт майстра, фотографій, малюнків і креслень. Виставка експонувалася в Республіканському Будинку Архітектора (вул. Б. Грінченка, 7) в Києві і проходила з 29 травня до 12 червня 1992.

### 100-річчя
До сторіччя з дня народження Йосипа Юлійовича пройшла виставка в Національної академії образотворчого мистецтва і архітектури. До цієї дати були зроблені:
- Телефонні картки різних дизайнів з портретом і роботами І. Каракіса. На кожному з дизайнів картки зображений портрет архітектора і роки життя, а також розміщені по три фотографії з проєктів майстра. Тираж кожного виду карток 50000 примірників. Кожен вид з різним грошовим номіналом.
- Поштові конверти з портретом архітектора і його роботами.
- Ілюстрований каталог робіт автора. Каталог включає біографічні дані майстра, опис проєктів (ISBN 966-95095-8-0).
- Бібліографічний довідник публікацій про І. Каракіс із серії «Видатні зодчі Україна».
- Стипендія Каракіса. Іменна стипендія планувалася до вручення щорічно найкращому студенту архітектурного факультету КНУБА[25].
- Меморіальні плакати, розвішані на автобусних і тролейбусних зупинках м. Києва.
- Інтернет-сайт з роботами автора. Головний архітектор міста Києва, член-кореспондент Академії мистецтв України, заслужений архітектор України Сергій Бабушкін, наступним чином відгукнувся про 100 річчя І. Каракіса:  Отмечаемое 29 мая 2002 года столетие со дня рождения Иосифа Юльевича Каракиса — выдающегося украинского зодчего двадцатого века — знаменательная дата в истории архитектуры. Не только по числу созданных им произведений, но и по их вневременной современности, по новаторскому характеру Каракис входит в первый ряд зодчих. Трудно назвать архитектора, который бы на протяжении полувекового служения Архитектуре столь тесно был связан с нашим прекрасным Киевом. Постройки Каракиса не только официально явились памятниками архитектуры, но и заслужили всенародную любовь и уважение. Более того, они знаковы, символичны и несут яркую печать мастерства их автора. Работы Каракиса, построенные почти в каждом крупном городе бывшего СССР и охватывающие период с конца 20—х до начала 70—х гг., — прекрасный пример всецелой отдачи себя созиданию на благо народа и служения архитектуре как широкому социальному явлению. 
Нелегкая судьба Иосифа Каракиса, необходимость преодолевать административные препоны, противостоять обстоятельствам, диктовавшимся спецификой того непростого времени, не сломили, не ожесточили его, но сделали более филигранным самый метод творчества[26][27].

### 110-річчя
- Книжкова виставка «Український архітектор Йосип Юлійович Каракіс (1902–1988): до 110-річчя від дня народження» пройшла в будівлі Державної наукової архітектурно-будівельної бібліотеки імені В. Г. Заболотного[28].

### 115-річчя
- Вийшло фундаментальне видання Олега Юнакова «Архитектор Иосиф Каракис»[29], присвячене життю, творчості та долі зодчого.